# Mitterschneidhart
Mitterschneidhart ist ein Ortsteil des Marktes Langquaid im niederbayerischen Landkreis Kelheim. 

## Lage
Das Kirchdorf liegt vier Kilometer nördlich von Langquaid, am Feckinger Bach und an der Kreisstraße KEH 26.

## Geschichte
Mit dem bayerischen Gemeindeedikt wurde Mitterschneidhart Teil der 1818 gegründeten Gemeinde Schneidhart. Am 1. Januar 1978 wurde diese im Zuge der Gemeindegebietsreform nach Langquaid eingegliedert.

## Sehenswürdigkeiten
Siehe auch Denkmalliste für Langquaid (PDF) beim Bayerischen Landesamt für Denkmalpflege:
- Katholische Kirche St. Martin
- Wegkapelle am Weg nach Grub